# Березки (Сергиевское)
Берёзки — упразднённое село (погост на карте 1931 года института геодезии и картографии ГГУ-ВСНХ-СССР) на территории Новомосковского административного округа Москвы (до 1 июля 2012 года земли Ленинского района Московской области). Сохранились руинированная церковь Троицкая Живоначальной, признанная в 2017 году выявленным объектом культурного наследия города Москвы, фрагменты бывшей усадьбы. Действовал детский оздоровительный лагерь «Берёзки» МВД РФ; после закрытия его территория принадлежит Московскому университету МВД России имени В. Я. Кикотя.

## Название
Сергиевское, Березники, Анкундиново, на карте окрестностей Москвы 1850 года — Сергиевское (Березки), на карте окрестностей Москвы издания 1923 года — Березки Сергиевское, на экскурсионной карте окрестностей Москвы под редакцией Батенина 1927 года — Березки, на карте Подольского уезда 1927 года разделены Березки Сергиевское .

## История
Как сообщает исследователь Дмитрий Юрков, фигурирует в источниках в 1543 году одной строчкой: «В Торокманове стану сельцо Березниково с деревнями».
Симонову монастырю принадлежало сельцо Березники (Березки) и деревни Середняя и Староселье, что на реке Незнань (Незнайке). Примерно около 1550 года, монастырь передал село в пожизненное пользование боярину Ивану Хабарову:
«Иван Хабаров до своего живота взял у Симонова монастыря за 160 руб. сельцо Березки с деревнями в Московском уезде» (Ивина Л. И. Крупная вотчина Северо-Восточной Руси конца XV-первой половины XVI в. Л., 1979. С. 164).
Упоминание в начале 17 века. «Село Берёзки, Анкундиново тож, на речке Незнани по писцовым книгам 1628 года за Степаном Матвеевичем сыном Проестевым, старая отца его вотчина, а в селе двор вотчинников, в котором жили деловые его люди, да к тому селу деревня Середняя на речке Незнани, а в ней 4 двора с крестьянами с 6 человек».
По документам 1620-х известна как вотчина окольничего Стефана Матвеевича Проестева. Затем 1649 году он передает эту землю своему зятю Данилу Степановичу Великогагину, потомки которого владели селом более 70 лет (при них вариант «Березники» сменился на «Березки»).
В середине XVIII века хозяином села стал князь Сергей Васильевич Салтыков, фаворит Екатерины Великой, при котором село получило имя «Сергиевское».
По ревизской сказке 1811 года, в приходе было 32 двора, в них мужского пола 330 душ.
В 1812 году через село прошла отступавшая наполеоновская армия.
В 1854 году у наследников Салтыкова усадьбу купила Александра Васильевна Киреева (в девичестве Алябьева). В 1874 году столичные купцы Касьянов и Овечкин приобретают усадьбу вместе с территорией, окружающей церковь, и в том же году продают её промышленнику Эдуарду Ивановичу Бромлею, который в 1880 году он открывает здесь стекольный завод.
После смерти Бромлея новым владельцем земель стал Банников.
К революции село захирело.
После революции организована небольшая сельскохозяйственная коммуна. Потом эта территория была передана в распоряжение органов НКВД, затем МВД.
На базе бывшей усадьбы был образован пионерлагерь МВД СССР «Березки».

## Троицкая церковь
Местонахождение в селе церкви известно с древних времен. В 1620-х это была деревянная церковь, освященная в честь Покрова Богоматери.
В 1762 году именно на средства Салтыкова в селе был построен новый каменный храм, освященный во имя Троицы (Московского уезда Пехрянския десятины села Сергиевского Березки тож церковь Живоначальной Троицы).
Храм отличается оригинальной планировкой — основной четырехлепестковый объём, окруженный по периметру сплошной колоннадой, венчался сверху единым куполом.
В 1812 году храм был разграблен солдатами отступавшей из Москвы французской армии.
В 1834 году к храму был пристроен новый тамбур. В 1893 году происходит масшатная реконструкция церкви: пристраивается новый каменный тамбур с колокольней. Автор проекта — архитектор Сергей Константинович Тропаревский. Разрешение на перестройку властями было дано при условии бережного отношения старинному зданию. Храм незначительно пострадал от знаменитого Московского урагана 1904 года.
В 1922 году при конфискации церковного имущества в регионе по поводу этой церкви экспроприатор указал, что изъятие произведено не было, так как в церкви «нету ничиво». Официальной даты закрытия церкви обнаружить не удалось. Перед Великой Отечественной войной, по рассказам местных жителей, была разобрана колокольня и колоннада. Какое-то время храм использовался под овощехранилище. После войны стал складским помещением пионерлагеря МВД СССР «Березки».
В настоящее время храм представляет собой руину, не возвращенную РПЦ. Храм ныне находится на закрытой территории.

### В 21 веке
В 2017 году усердием местных краеведов бывшая церковь была включена в перечень выявленных объектов культурного наследия города Москвы и получила статус памятника культурного наследия столицы. Работы по выявлению объекта, его изучению и оформлению документации вели Дмитрий Юрков и Ирина Гаврилина (moskraeved.ru).
«Объект можно поставить в один ряд с такими памятниками федерального значения, как церковь Рождества Богородицы в селе Подмоклово, церковь Знамения Пресвятой Богородицы в усадьбе Дубровицы, храм Всех Скорбящих Радости на Большой Ордынке. К сожалению, долгие годы здание и территория вокруг него оставались без должного ухода. Теперь требуется тщательное обследование церкви для её последующей реставрации», в 2017 году говорил руководитель столичного департамента культурного наследия Алексей Емельянов.
Тогда же в новости характеризовалось состояние здания: «Специалисты оценивают состояние объекта как неудовлетворительное. Церковь сохранила основной четырёхлепестковый объём со сводами, оконные и дверные проемы на фасадах, карниз из белого камня. Купол здания, колоннада, колокольня и тамбур храма полностью утрачены, как и первоначальная отделка интерьеров».
В 2018 году Дмитрий Юрков сообщал: «Храм пока условно приписан к приходу соседнего Марьино. Идет предметный диалог между Патриархией и Росимуществом, оговариваются сроки и условия возвращения церкви верующим».
В 2020 году храм был передан в собственность приходу храма иконы Божией Матери «Скоропослушница» в Марьино. Передача объекта культурного наследия «Храм св. Троицы Живоначальной в Березках, 1762 г.» произошла в соответствии распоряжением территориального управления Федерального агентства по управлению госимуществом в Москве от 24 декабря 2019 г. № 77-1371-р.
Современный адрес церкви: г. Москва, Новомосковский административный округ, поселение Филимонковское, кв-л № 15, двлд. 1, стр. 74.

### Священники
- Иван Федоров (ок. 1726—1801) — в 1786, 1795[14]
- Сергей Михайлов (ок. 1774-?) — в 1811[10]
- Лев Гаврилов (Сахаров)[15]
- Петр Алексеев Некрасов — в 1850[16]
- Петр Воинов — последний священник перед революцией. После 1923 года последний перебрался в соседний храм Покрова в селе Большое Покровское.